# Terry Rossio
Terry Rossio (Kalamazoo, 2 luglio 1960) è uno sceneggiatore statunitense.

## Biografia
Nato in Michigan, si è diplomato alla Saddleback High School, per poi studiare comunicazione alla California State University, concentrandosi in particolar modo su radio, cinema e televisione. Ha fondato il sito Worldplayer.com, primo sito per sceneggiatori su Internet. Assieme all'amico e collaboratore Ted Elliott ha firmato i maggiori successivi hollywoodiani degli ultimi 15 anni, tra cui Aladdin, la saga dei Pirati dei Caraibi, Shrek e molti altri.

## Filmografia
- Piccoli mostri (Little Monsters) (1989)
- Aladdin (1992)
- Il terrore dalla sesta luna (The Puppet Masters), regia di Stuart Orme (1994)
- Men in Black, regia di Barry Sonnenfeld (1997)
- Godzilla, regia di Roland Emmerich (1998)
- Small Soldiers, regia di Joe Dante  (1998)
- La maschera di Zorro (The Mask of Zorro), regia di Martin Campbell (1998)
- La strada per El Dorado (The Road to El Dorado), regia di Bibo Bergeron e Don Paul (2000)
- Shrek, regia di Andrew Adamson e Vicky Jenson (2001)
- Il pianeta del tesoro (Treasure Planet), regia di Ron Clements e John Musker (2002)
- La maledizione della prima luna (Pirates of the Caribbean: The Curse of the Black Pearl), regia di Gore Verbinski (2003)
- The Legend of Zorro (The Legend of Zorro) (2005)
- Pirati dei Caraibi - La maledizione del forziere fantasma (Pirates of the Caribbean: Dead Man's Chest), regia di  Gore Verbinski (2006)
- Déjà vu - Corsa contro il tempo (Déjà Vu), regia di Tony Scott (2006)
- Pirati dei Caraibi - Ai confini del mondo (Pirates of the Caribbean: At World's End), regia di Gore Verbinski (2007)
- Il mistero delle pagine perdute - National Treasure (National Treasure: Book of Secrets), regia di Jon Turteltaub (2007)
- G-Force - Superspie in missione, regia di Hoyt H. Yeatman (2009)
- Pirati dei Caraibi - Oltre i confini del mare (Pirates of the Caribbean: On Stranger Tides), regia di Rob Marshall (2011)
- The Lone Ranger, regia di Gore Verbinski (2013)
- Pirati dei Caraibi - La vendetta di Salazar, regia di Joachim Rønning (2017), prima scrittura della sceneggiatura con Jeff Nathanson,
- Godzilla vs. Kong, regia di Adam Wingard (2021),
- Il prodigioso Maurice e i suoi geniali roditori (2022)
- Godzilla e Kong - Il nuovo impero, regia di Adam Wingard (2024)